# تحليل تكميم التكرار
تحليل تكميم التكرار هو وسيلة تحليل بيانات لاخطية (قارن بنظرية الشواش) لفحص النظم الديناميكية. إنه يكمم عدد ومدة التكرارات المقدمة من خلال مسار الفضاء الطوري في نظام ديناميكي.

## خلفية عامة
طُور تحليل تكميم التكرار لتكميم مخططات التكرار الظاهرة بشكل مختلف، اعتمادًا على الهياكل صغيرة النطاق فيها، مخططات التكرار هي أدوات تصور سلوك التكرار لمسار فضاء الطور للنظم الديناميكية:
{\displaystyle \mathbf {R} (i,j)=\Theta (\varepsilon -\|{\vec {x}}(i)-{\vec {x}}(j)\|)}
غالبًا ما تحتوي مخططات التكرار على نقاط وخطوط مفردة موازية للمتوسط القطري (خط التطابق) أو نقاط وخطوط رأسية/ أفقية. يشار إلى الخطوط الموازية لخط التطابق بالخطوط القطرية ويشار إلى الهياكل الرأسية بالخطوط الرأسية. يتوافق الخط الرأسي مع الخط الأفقي لأن مخطط التكرار متماثل عادة. لذلك، تؤخذ الخطوط الرأسية فقط بعين الاعتبار، تتوافق الخطوط مع السلوك المثالي لمسار الفضاء الطوري؛ فبينما تمثل الخطوط القطرية مثل هذه الأجزاء من مسار فضاء الطور والتي تسري بشكل متوازٍ لبعض الوقت، تمثل الخطوط الرأسية الأجزاء التي تبقى في نفس المنطقة من فضاء الطور لبعض الوقت.
في حال توفر متسلسلة زمنية فقط، يمكن إعادة بناء فضاء الطور باستخدام تضمين تأخر الوقت:
{\displaystyle {\vec {x}}(i)=(u(i),u(i+\tau ),\ldots ,u(i+\tau (m-1)),}
حيث ترمز {\displaystyle u(i)}  إلى متسلسلة الزمن و{\displaystyle m}  إلى بُعد التضمين و {\displaystyle \tau } إلى تأخر الوقت. يكمم تحليل تكميم التكرار الهياكل صغيرة النطاق في مخططات التكرار، التي تقدم عدد ومدة التكرارات في نظام ديناميكي.
تطورت القياسات المقدمة لتحليل تكميم التكرار بشكل تجريبي في الفترة بين 1992 و2002 (زبيلوت ويبر 1992؛ ويبر وزبيلوت 1994؛ مروان وآخرون 2002). إنها في الواقع مقاييس للتعقيد. الميزة الرئيسية لتحليل تكميم التكرار هو أنه يمكن أن يوفر معلومات مفيدة حتى بالنسبة للبيانات القصيرة غير الثابتة حين تفشل الطرق الأخرى. يمكن تطبيق تحليل تكميم التكرار على كل نوع من البيانات تقريبًا. ويستخدم على نطاق واسع في علم وظائف الأعضاء، ويطبق أيضًا بنجاح على مسائل في الهندسة والكيمياء وعلوم الأرض، إلخ.

## قياسات تحليل تكميم التكرار
أبسط القياسات هو معدل التكرار وهو كثافة نقط التكرار في مخطط تكرار:
{\displaystyle {\text{RR}}={\frac {1}{N^{2}}}\sum _{i,j=1}^{N}\mathbf {R} (i,j).}
يتفق معدل التكرار مع احتمالية أن تتكرر حالة معينة. يتساوى تقريبًا مع مسألة الارتباط إذ يستبعد خط التطابق من الحسابات. يشكّل المقياس التالي النسبة المئوية لنقاط التكرار التي تشكل خطوطًا قطرية في مخطط التكرار بأصغر طول.
{\displaystyle {\text{DET}}={\frac {\sum _{\ell =\ell _{\min }}^{N}\ell \,P(\ell )}{\sum _{\ell =1}^{N}\ell P(\ell )}},}
حيث {\displaystyle P(\ell )} هي توزيع تردد الطول {\displaystyle \ell } للخطوط القطرية (أي أنها تحسب عدد الحالات التي يمتلكها الطول {\displaystyle \ell }. يطلق على هذا القياس الحتمية، وهو يرتبط بالقدرة على التنبؤ بالنظام الديناميكي، لأن للضوضاء البيضاء مخطط تكرار ذو نقاط مفردة فقط تقريبًا وخطوط قطرية قليلة للغاية، في حين أن مخطط تكرار العملية الحتمية ذو نقاط مفردة قليلة لكن عدة خطوط قطرية طويلة. يمكن تحديد مقدار نقاط التكرار التي تشكل خطوط عمودية بالطريقة نفسها:
{\displaystyle {\text{LAM}}={\frac {\sum _{v=v_{\min }}^{N}vP(v)}{\sum _{v=1}^{N}vP(v)}},}
حيث {\displaystyle P(v)} هي توزيع تردد الطول v للخطوط الرأسية، التي يكون أقل طول لها هو {\displaystyle v_{\min }}. يطلق على هذا القياس الصفائحية ويتعلق بكمية الأطوار الصفائحية في النظام (التقطع).
يمكن قياس أطوال الخطوط القطرية والرأسية أيضًا. يكون متوسط طول الخط القطري:
{\displaystyle {\text{L}}={\frac {\sum _{\ell =\ell _{\min }}^{N}\ell \,P(\ell )}{\sum _{\ell =\ell _{\min }}^{N}P(\ell )}}}
وهو مرتبط بزمن القدرة على التنبؤ للنظام الديناميكي، ووقت التصيد، وقياس الطول المتوسط للخطوط الرأسية.
{\displaystyle TT={\frac {\sum _{v=v_{\min }}^{N}vP(v)}{\sum _{v=v_{\min }}^{N}P(v)}}}
ومرتبط بزمن الصفائحية للنظام الديناميكي، أي المدة التي يبقى فيها النظام في حالة معينة.
نظرًا إلى أن طول الخطوط القطرية مرتبط بالمدة التي تسري فيها أجزاء من مسار فضاء الطور بالتوازي، أي على سلوك انحراف المسارات، ذكر في بعض الأحيان أن عكس الطول الأقصى للخطوط القطرية (دون خط التطابق) سيكون مقدارًا لأعلى أس ليابونوف موجب للنظام الديناميكي.
لهذا، يكون طول أقصى خط قطري أو الانحراف:
{\displaystyle DIV={\frac {1}{L_{\max }}}}
وهي أيضًا قياسات لتحليل تكميم التكرار. مع هذا، ليست العلاقة بين هذه القياسات وأقصى قيمة موجبة لأُس ليابونوف بهذه السهولة، فهي أكثر تعقيدًا بكثير (لحساب أُس ليابونوف من مخططات التكرار، يجب النظر في توزيع الترددات للخطوط القطرية بأكمله). يمكن للانحراف أن يكون له اتجاه القيمة القصوى الموجبة لأس ليابونوف، ليس أكثر من هذا. علاوة على ذلك، يمكن أن يكون لمخططات تكرار عمليات الضوضاء البيضاء خط قطري طويل فعلًا، بالرغم من ندرة حدوث هذا وذلك فقط من خلال احتمالية منتهية.
لذلك لا يمكن للانحراف أن يعكس القيمة القصوى لأس ليابونوف.
احتمالية {\displaystyle p(\ell )} هي إمكانية حساب طول الخط القطري بالتحديد {\displaystyle \ell } من توزيع التردد {\displaystyle P(\ell )} إنتروبيا شانون لهذه الاحتمالية.
{\displaystyle p(\ell )={\frac {P(\ell )}{\sum _{\ell =l_{\min }}^{N}P(\ell )}}}
{\displaystyle {\text{ENTR}}=-\sum _{\ell =\ell _{\min }}^{N}p(\ell )\ln p(\ell ),}
تعكس هذه الانتروبيا تعقيد الهيكل الحتمي في النظام. مع هذا، تعتمد بحساسية على عدد الموضع وبالتالي يمكن أن تختلف باختلاف طرق الإدراك لنفس العملية، بالإضافة إلى إعدادات البيانات المختلفة.
يحدد القياس الأخير لتحليل تكميم التكرار التخفف من مخطط التكرار. الاتجاه هو معامل الانحدار للعلاقة الخطية بين كثافة نقاط التكرار في خط موازٍ لخط التطابق والمسافة إلى خط التطابق. بتعبير أدق، فكر في معدل التكرار في خط قطري موازٍ لخط الهوية على مسافة {\displaystyle k} (معدل التكرار القطري):
{\displaystyle {\text{RR}}_{k}={\frac {1}{N-k}}\sum _{j-i=k}^{N-k}\mathbf {R} (i,j),}
يمكن معرفة الاتجاه عن طريق:
{\displaystyle {\text{TREND}}={\frac {\sum _{i=1}^{\tilde {N}}(i-{\tilde {N}}/2)(RR_{i}-\langle RR_{i}\rangle )}{\sum _{i=1}^{\tilde {N}}(i-{\tilde {N}}/2)^{2}}},}
حيث {\displaystyle \langle \cdot \rangle } هو القيمة المتوسطة و {\displaystyle {\tilde {N}}<N}. يجب أن تضمن هذه العلاقة الأخيرة تجنب تأثيرات الحافة لكثافة نقطة التكرار المنخفضة للغاية في حواف مخطط التكرار. يوفر اتجاه القياس معلومات حول ثبات النظام. على غرار معدل التكرار المحدد قطريًا، يمكن تعريف القياسات الأخرى المعتمدة على الخطوط القطرية (DET، L، ENTR) قطريًا. هذه التعريفات مفيدة لدراسة العلاقات المتبادلة أو التزامن بين الأنظمة المختلفة (باستخدام مخططات التكرار أو مخططات التكرار المتقاطع).
تحليل تكميم التكرار المعتمد على الزمن
بدلاً من حساب مقاييس تحليل تكميم التكرار لمخطط التكرار بأكمله، يمكن حسابها في نوافذ صغيرة تتحرك فوق مخطط التكرار على طول خط التطابق. يوفر ذلك قياسات تحليل تكميم التكرار المعتمدة على الزمن، والتي تسمح برصد أشياء مثل: تحولات الفوضى. ملاحظة: يمكن أن يؤثر اختيار حجم النافذة بشدة على القياس.